# W·N·克里斯琴森
W·N·克里斯琴森（英語：Wilbur Norman "Chris" Christiansen，1913年8月9日—2007年4月26日）是一位澳大利亚天文学家，专攻射电天文学，出生于維多利亞州墨尔本，1959年当选澳洲科學院院士，1996年当选中国科学院外籍院士。
2007年在新南威爾士州Dorrigo逝世，2013年8月9日的Google涂鸦纪念其百年诞辰。